# 9844 Отані
9844 Отані (9844 Otani) — астероїд головного поясу, відкритий 23 листопада 1989 року.
Тіссеранів параметр щодо Юпітера — 3,297.
Названо на честь Отані (яп. おおたに(大谷) о:тані)